# Lijst van oorlogsmonumenten in Schouwen-Duiveland
De Nederlandse gemeente Schouwen-Duiveland heeft verschillende oorlogsmonumenten. Hieronder een overzicht.
| Nr.                             | Object                           | Herdachte groep | Ontwerper                        | Onthulling | Type            | Locatie                                           | Plaats                     | Coördinaten                   | Foto              |
| ------------------------------- | -------------------------------- | --- | -------------------------------- | ---------- | --------------- | ------------------------------------------------- | -------------------------- | ----------------------------- | ----------------- |
| 1169                            | Oorlogsmonument                  | militairen in dienst van het Ned. Kon. na 1945, militairen in dienst van het Ned. Kon. 1940-1945, burgerslachtoffers, verzet Nederland | Jan Willem Havermans (1892-1964) | 4 mei 1949 | beeld/sculptuur | Oude Moolweg, 4325 EA                             | Renesse                    | 51° 44' 0" NB, 3° 46' 13" OL  | Meer afbeeldingen |
| 3070                            | Joods monument                   | vervolgden Nederland |                                  | 4 mei 1960 | zuil            | Caustraat, 4301 KJ                                | Zierikzee                  | 51° 38' 59" NB, 3° 55' 35" OL |                   |
| 4258                            | Plaquette voor M.K. van der Beek | verzet Nederland |                                  |            | plaquette       | Meelstraat 6, 4301 EC                             | Zierikzee                  | 51° 39' 1" NB, 3° 55' 7" OL   |                   |
| 4427                            | Oorlogsmonument                  | Burgerslachtoffers, Vervolgden Nederland, Verzet Nederland, Koopvaardijpersoneel, Militairen in dienst van het Ned. Kon. 1940-1945,    |                                  | 4 mei 2022 | plaquette       | Kerkplein 1, 4301 EE                              | Zierikzee                  |                               |                   |
| Dit oorlogsmonument op Wikidata | Stolpersteine                    | vervolgden Nederland | Gunter Demnig                    |            | reliëf          | Zie Lijst van Stolpersteine in Schouwen-Duiveland | Burgh-Haamstede, Zierikzee |                               | Meer afbeeldingen |

Borsele ·
Goes ·
Hulst ·
Kapelle ·
Middelburg ·
Noord-Beveland ·
Reimerswaal ·
Schouwen-Duiveland ·
Sluis ·
Terneuzen ·
Tholen ·
Veere ·
Vlissingen